# Cansumys canus
El hámster de Gansu (Cansumys canus)  es una especie de roedor de la familia Cricetidae. Es la única especie del género Cansumys.

## Distribución geográfica
Se encuentra sólo en China.  